# 南部區 (冰島)
南部區（發音：[ˈsʏːðʏrˌlant] ⓘ）是冰島八个地區之一，位於該國西南部。面积24,256平方公里，2020年人口29,001人。首府塞爾福斯。下轄15个市镇。

## 市镇列表
- 阿堡
- 奥萨区
- 布劳斯科加比格兹
- 弗洛阿区
- 格里姆斯内斯-格拉夫宁区
- 霍尔纳菲厄泽[3]
- 赫吕纳曼纳区
- 惠拉蓋爾濟
- 米达尔区
- 奥佛斯（厄尔菲斯）
- 东朗高尔辛
- 外朗高尔辛
- 斯卡夫陶区
- 斯凯扎-格努普韦里亚区
- 韦斯特曼纳埃亚尔